# Clypeaster marinanus
A Clypeaster marinanus a tengerisünök (Echinoidea) osztályának Clypeasteroida rendjébe, ezen belül a Clypeasteridae családjába tartozó fosszilis faj.

## Előfordulása
A Clypeaster marinanus egy fosszilis tengerisünfaj, mely az oligocén nevű földtörténeti kor idején élt, azon a helyen ahol manapság Mexikó fekszik.

## Források

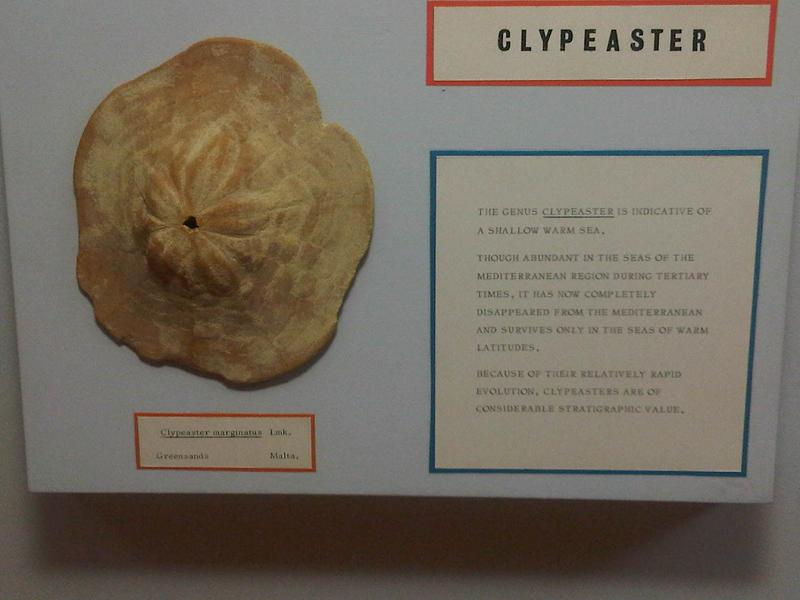
Egy másik példány ugyanabból a múzeumból